# صدف کوچک
صدف کوچک (نام علمی: Ensis minor) نام یک گونه از راسته صدف‌های سفت‌پوسته است.